# Örmény apostoli ortodox egyház
Az örmények a III. század elején fogadták el a kereszténységet, és már 295-ben (a konstantini fordulat előtt) államvallássá tették. A perzsa hódítók ellen folytatott háború miatt az örmény egyház képviselői nem tudtak részt venni a 451-es khalkédóni zsinaton, mely elítélte a miafiziták tanait. Mivel a zsinat után egész keleten a miafiziták kerültek túlsúlyba, az örmények az ő szemszögükből ismerkedhettek meg a kérdéses krisztológiai vitával és el is fogadták álláspontjaikat.

## Autonóm részegyházak
- Ciliciai katolikatosz
- Jeruzsálemi örmény patriarchátus
- Konstantinápolyi örmény patriarchátus

## Szakadások
A hívek egy kisebb része csatlakozott a római katolikus egyházhoz. Ez az örmény katolikus egyház néven ismert keleti katolikus egyház.

## Magyarországi jelenlét
Magyarországon is bejegyzett egyház, magyarországi tagságának nagy többsége a magyarországi örmény kisebbségből kerül ki.